# تی‌یوآی‌فلای

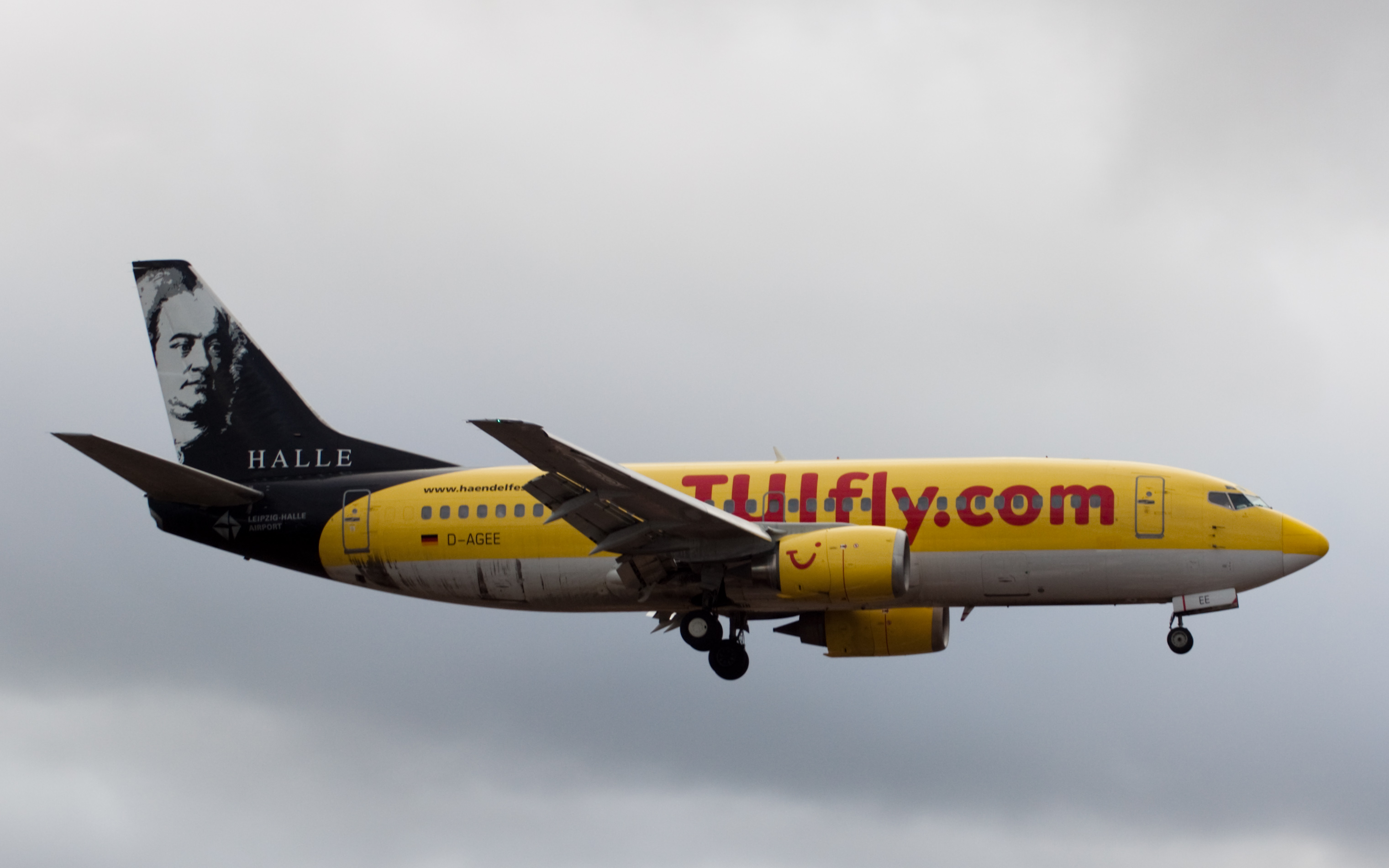
هواپیمای بوئینگ ۷۳۷ متعلق به خطوط هوایی تی‌یوآی‌فلای

تی‌یوآی‌فلای (انگلیسی: TUIfly) شرکت هواپیمایی آلمانی است، که به‌عنوان زیرمجموعه‌ای از گروه تی‌یوآی فعالیت می‌کند. شرکت تی‌یوآی‌فلای در سال ۲۰۰۷ توسط شرکت تی‌یوآی تراول راه‌اندازی شد و در حال حاضر روزانه به ۳۹ مقصد در اروپا، آسیا و آفریقا به صورت مستقیم خدمات انتقال مسافر را ارائه می‌نماید.
دفتر مرکزی شرکت تی‌یوآی‌فلای در شهر لانگنهاگن، آلمان قرار دارد و از فرودگاه کلن بن، فرودگاه بین‌المللی دوسلدورف، فرودگاه بین‌المللی فرانکفورت، فرودگاه هامبورگ، فرودگاه هانوفر-لانگنهاگن، فرودگاه مونیخ، فرودگاه زاربروکن و فرودگاه اشتوتگارت به‌عنوان قطب‌های خود استفاده می‌نماید. این شرکت در حال حاضر در ناوگان هوایی خود، دارای ۴۰ هواپیمای مسافربری می‌باشد.